# Mirnig

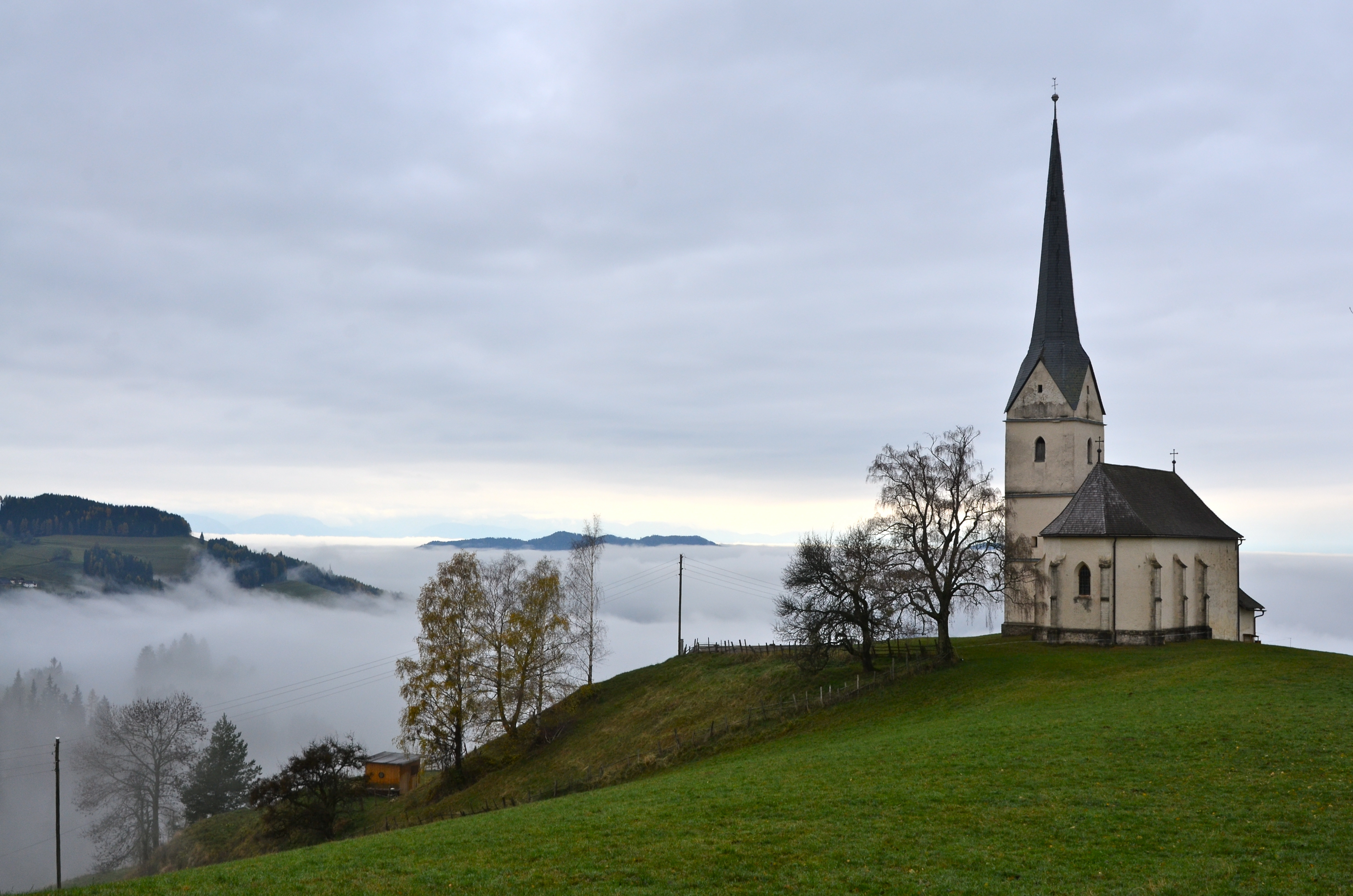
Filialkirche Mirnig

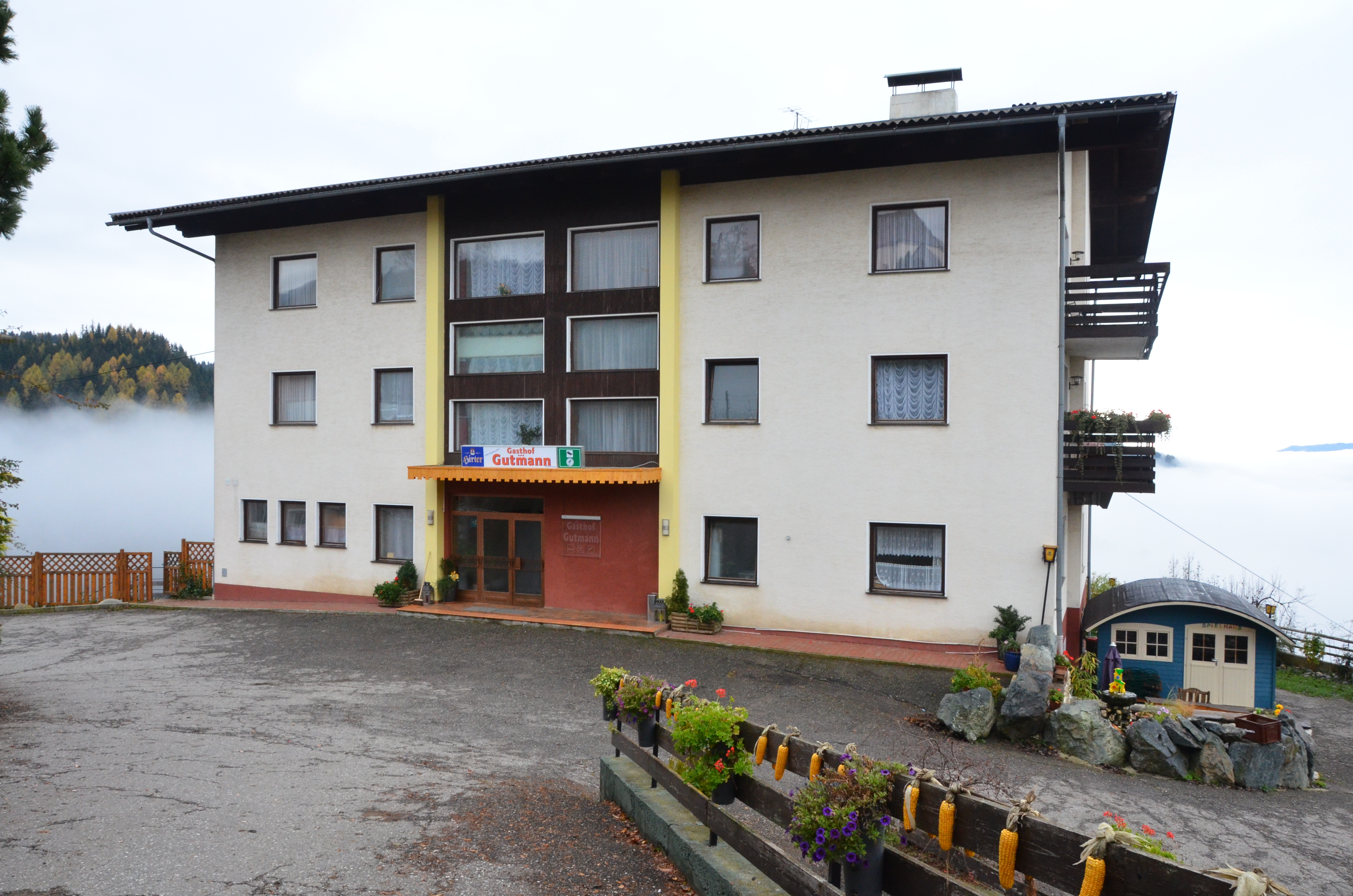
Mirnig Nr. 11, Gasthof Guttmann

Mirnig (slowenisch Mirnik, ursprünglich wohl Mirniče, bedeutet vielleicht Mauerbach oder Friedenbach) ist eine Ortschaft in der Gemeinde Eberstein im Bezirk Sankt Veit an der Glan in Kärnten (Österreich). Die Ortschaft hat 27 Einwohner (Stand 1. Jänner 2024).

## Lage
Die Ortschaft liegt auf dem Gebiet der Katastralgemeinde Mirnig, im Osten der Gemeinde Eberstein, im Osten des Bezirks Sankt Veit an der Glan. Landschaftlich liegt sie im Südwesten der Saualpe, in etwa zwischen dem Tisäckerbach im Norden und dem Mirnigbach im Süden.
Der östliche, höher gelegene Teil des Ortes, der fast nur nicht dauernd bewohnte Gebäude umfasste, wurde Ende des 19. Jahrhunderts zeitweise als Ortschaftsbestandteil Lebmacherschwaig geführt (1880: 6 Häuser, 3 Einwohner). Das höchstgelegene Gebäude des Orts ist das ehemalige Alpengasthaus Karawankenblick auf 1554 m ü. A.
Im Ort werden folgende Hofnamen geführt: Dürnberger (Nr. 1), Krabelsberger (Nr. 3), Gregerl in Egg (Nr. 4), Käfer (Nr. 5), Guess (Nr. 6), Schütz (Nr. 7), Zopotnik (Nr. 8), Perchtold (Nr. 10), Guttmann (Nr. 11), Hurnus (Nr. 12), Bucher (Nr. 13), Gallar (Nr. 14), Zmuk (Nr. 15), Duller (Nr. 21), Schüttermühle (Nr. 22), Schlosser (Nr. 23) und Karawankenblick.

## Geschichte
Der Ort wurde 1449 als Mirnigk genannt.
Auf dem Gebiet der Steuergemeinde Mirnig liegend, gehörte der Ort in der ersten Hälfte des 19. Jahrhunderts zum Steuerbezirk Eberstein. Bei Gründung der Ortsgemeinden im Zuge der Reformen nach der Revolution 1848/49 kam Mirnig an die Gemeinde Eberstein.

## Bevölkerungsentwicklung
Für die Ortschaft ermittelte man folgende Einwohnerzahlen:
- 1849: 183 Einwohner[4]
- 1869: 30 Häuser, 218 Einwohner[5]
- 1880: 33 Häuser, 216 Einwohner (davon Lebmacherschwaig: 6 Häuser, 3 Einwohner)[3]
- 1890: 28 Häuser, 206 Einwohner[6]
- 1900: 28 Häuser, 162 Einwohner[7]
- 1910: 29 Häuser, 166 Einwohner[8]
- 1923: 29 Häuser, 142 Einwohner[9]
- 1934: 130 Einwohner[10]
- 1961: 19 Häuser, 72 Einwohner (davon Karawankenblick: 1 Haus, 0 Einwohner)[11]
- 2001: 20 Gebäude (davon 11 mit Hauptwohnsitz) mit 19 Wohnungen; 41 Einwohner und 2 Nebenwohnsitzfälle; 12 Haushalte; 2 Arbeitsstätten, 11 land- und forstwirtschaftliche Betriebe[12]
- 2011: 18 Gebäude, 35 Einwohner, 12 Haushalte, 2 Arbeitsstätten[13]
- 2021: 16 Gebäude, 32 Einwohner, 13 Haushalte, 5 Arbeitsstätten[14]